# Bas-gitara
Električna bas-gitara (također zvana električni bas ili bas) električno je pojačan žičani instrument koji se svira prstima ili trzalicom. Izgled basa sličan je električnoj gitari, ali ima veće tijelo, duži vrat i tijelo te obično četiri žice naštimane oktavu niže.
Od 1950-ih električni bas zamijenio je kontrabas u popularnoj glazbi. Obično se upotrebljava za sviranje dubokih bas-dionica u popularnoj glazbi i jazzu. Električni bas također se rabi kao solo-instrument u jazzu, jazz-fuziji, Latino- i funk-stilovima.

## Povijest

### Razvoj 1930-ih i 1940-ih
Izumitelj glazbala Paul Tutmarc razvio je električni bas sličan električnoj gitari koji je imao pragove i bio je namijenjen da se drži i svira vodoravno. Audiovoxov katalog iz 1935–6. godine (također ima i gitaru s punim tijelom) je sadržavao vjerojatno prvi električni bas punog tijela i s pragovima namijenjen da se svira vodoravno — Model #736 Električni Kontrabas. Promjena u oblik gitare je učinila instrument lakšim za držanje i transport; dodatak pragova je omogućio basistima da lakše sviraju u tonalitetu, a također doprinijelo i lakšem učenju sviranja toga glazbala. U tom razdoblju proizvedeno je oko 100-tinjak primjeraka ove bas gitare.

I Tutmarcov sin Bud se 1947. godine ogledao u proizvodnji električnih bas-gitara prezentirajući sličan model pod brand nazivom Serenader bas. Model mu je na tržište distribuirala tvrtka L.D. Heater Music Co., iz Portlanda, u američkoj državi Oregon. Ova tvrtka bila je ujedno i prvi veliki, i važniji distributer općenito glazbenih instrumenata na tržište. Unatoč uloženim sredstvima i naporu, izumi obitelji Tutmarc nisu postigli na tržištu bitniji uspjeh.

### Razvoj 1950-ih
Samouki električar Leo Fender uz pomoć svog zaposlenika Georgea Fullertona razvio je prvi masovno proizvedeni električni bas u '50-ima. Njegov Fender Precision Bass, predstavljen 1951., je postao široko kopirani industrijski standard. Precision Bass (ili P-bass) je evoluirao iz jednostavnog, nekontuniranog oblika tijela sličnom Telecasteru iz jednog dijela, s četveropolnim jednostrukim elektromagnetom, u kontunirani oblik tijela s ugodno zakrivljenim rubovima. Jednostruki (ali dvodjelni) model elktromagneta proizveden je 1957. godine, a sličio je na elektromagnete za električnu mandolinu (također Fenderov proizvod tog vremena). Ovaj novi model bio je spojenih zavojnica u serijski spoj, ali s novinom da su im polovi bili međusobno obrnuti, čime se stvorio učinak kao u dvostrukog elektromagneta.

Tako je Fender Bass postao senzacionalni novi glazbeni instrument koji se lako svirao i prenosio kao električna gitara, i koji bi uključen u odgovarajuće pojačalo kontrolirano pružio željenu glasnoću i ton.
Prvi basista koji je koristio Fender Bass model bio je Monk Montgomery na glazbenoj turneji s poznatim američkim jaz vibrafonistom, udaraljkašem i klavijaturistom Lionel Hamptonom članom poslijeratnog velikog orkestra.
 Osim njega tu su još Shifty Henry i Roy Johnson s Louis Jordanovim Tympany Five jaz sastavom, koji su uz Bill Blacku basistom Elvis Presleya uistinu davne 1957. godine bili začetnici u promoviranju Fenderove bas-gitare.
Nakon Fenderova uspjeha, i tvrtka Gibson 1953. godine predstavila je svoj Gibson violinski bas, polušuplji model u obliku kratke violine koji je stajao na tankoj metalnoj nozi, i mogao se svirati uspravno, ali i držeći se u rukama vodoravno.

Kasnije, 1958. godine model Gibson preimenovan je u električni bas Gibson EB-1, (model EB-1 je '70-ih godina doživio svoje reizdanje, ali ovaj puta bez tanke metalne noge).

Gibson je 1958. godine predstavio model EB-2., električnu bas-gitaru također šupljeg tijela izgrađenu od javora, s dvjema tonskim karakteristikama. Model se mogao naći i u Gibsonovu katalogu.

Tvrtka Gibson je 1959. godine predstavila model Gibson EB-0 električnu bas-gitaru, koja je vrlo slična Gibson SG električnoj gitari, iako su najraniji primjeri imali oblik tijela kao Les Paul Special s dvostrukim (dolje i gore) izrezom/odrezom  (engl. double-cutaway).
Dok mnogi Fenderovi modeli imaju elektromagnete montirane na poziciji između vrata i mosta gitare, mnogi Gibsonovi raniji modeli imaju jedan dvostruki elektromagnet montiran izravno pri vratu gitare. Model EB-3 koji je predstavljen 1961. godine ima također ugrađen mini dvostruki elektromagnet na poziciji pri mostu gitare. Sve do 1963. godine, do modela Gibson Thunderbird s 863,6 mm dužinom skale (razmak između vrha mosta, i vrha na kobilici gitare). Gibson je do tada proizvodio modele s kraćom dužinom. Ovo je prvi Gibsonov model s dvostrukim elektromagnetima ugrađenih u tradicionalnom položaju, otprilike na pola puta između vrata i mosta gitare. Nakon Fendera, i Gibsona tijekom '50-ih, i manji broj drugih proizvođača odlučio se za proizvodnjom električnih bas-gitara, poput Kay Musical Instrument Company 1952. godine, i tvrtke Danelectro 1956. godine.

Na njemačkom sajmu Musikmesse Frankfurt  1956. godine predstavljen je model Höfner 500/1 kojeg je oslanjajući se na tehniku gradnje violine dizajnirao i napravio poznati graditelj instrumenata, i predstavnik druge generacije poznate obitelji graditelja violina Walter Höfner.

Ovaj model poznat je po nazivu Beatle Bass koristio je popularni engleski glazbenik, tekstopisac i skladatelj Paul McCartney.

Tvrtka Rickenbacker predstavila je 1957. godine svoj model Rickenbacker 4000. Ovaj model za razliku od Fenderovih, i Gibsonovih modela, kojima je vrat gitare pričvršćen vijcima ili zalijepljen za tijelo gitare, imaju vrat provučen kroz cijelu dužinu tijela gitare.

### Razvoj 1960-ih
Predstavljen 1960. godine Fender Jazz Bass je bio poznat kao Deluxe Bass i bio je namijenjen da poprati Jazzmaster gitaru. Jazz Bass (često zvan J-bass) je imao dva single-coil pickupa, jedan blizu mosta i jedan u poziciji Precision basa, svaki sa zasebnim kontrolama za glasnoću i ton. Vrat Jazz Bass-a je bio uži kod zaglavlja nego u Precision basa (38,1 mm protiv 44,45 mm). Druga vizualna razlika koja je odijelila Jazz Bass od Precision Bass-a je oblik tijela. Pozicije pickupova na basevima drugih proizvođača su često zvani P ili J pickupovi, u srodstvu s Precision i Jazz basevima. Znakovito je da je Fender odlučio glavu Fender Jazz Bass modela obilježiti ističući ga kao decal model. Fender je također počeo proizvodnju Mustang Bassa, instrumenta s duljinom skale od 762 mm, koji su koristili basisti poput Tine Weymouth iz Talking Heads (P i J basevi imaju duljinu 863,6 mm).

Zbog Fenderove dominacije na tržištu, '50-ih i '60-ih godina modeli bas-gitara često su nazivani kratko Fender basevi. 
Tvrtka Gibson je 1961. godine također je predstavila EB-3 model električnu bas-gitaru. Ovaj model je dizajniran s kraćom, 774,7 mm dužinom skale i bio je omiljen instrument škotskom glazbeniku i tekstopiscu Jack Bruceu.

### Razvoj 1970-ih
Osnivanjem tvrtke Music Man od strane Tom Walkera, Forrest Whitea i Lea Fendera 1971. godine otpočela je jedna nova era dizajna modela električnih bas-gitari. Pravi predstavnik bio je Music Man StingRay, električna bas-gitara s ugrađenom aktivnom elektronikom, koja je glazbeniku omogućila puno veću uporabu lepeze tonova, sviranja raznih stilova i glazbenih žanrova. Ističu se i modeli identificirani uz određeni stil glazbe, kao npr., modeli Rickenbacker 4001 serije koji se vežu za progresivnu rock glazbu Chris Squirea, u engleskom rock sastavu Yes, i basist Geddy Lee u kanadskom rock sastavu Rush, dok je model StingRay u funk sastavu The Brothers Johnson koristio Louis Johnson.

1971. godine predstavljen je predložak modela električne bas-gitare koji je proizvela tvrtka Alembic Inc, što je kasnije postalo uvriježeno za boutique, ili high-end modele. U biti radi se o skupim, po mjeri izgrađenim instrumentima koje su koristili samo rijetki glazbenici poput Jack Casadya, Chris Squirea i Stanley Clarkea. Modeli sadržavaju jedinstvene dizajne, ručno izrađene dijelove, komponente i grafitne vratove. I ugrađena elektronika bila je također iznimne kvalitete. Sredinom 1970-ih tvrtka Alembic u suradnji s proizvođačem bas-gitara Tobias proizvodi bas modele s četiri, i pet žica, s niskim B tonom.

Basist Anthony Jackson je 1975. godine kod poznatog graditelja Carla Thompsona naručio svoju šesterožičnu električnu bas-gitaru s rasponom žica: H0-E1-A1-D2-G2-C3.

### Razvoj 1980-ih i 2000-ih
Početkom 1980. godine dizajneri električnih bas-gitara istraživali su inovativne pristupe u dizajnu. Tako je američki kreator i inovator glazbenih instrumenata Ned Steinberger prvi puta krajem 1979. godine predstavio električnu bas-gitaru bez glave tijela. Njegov rad se tu nije zaustavio pa je 1980. godine nastavio sa svojim inovacijama koristeći grafit, i drugi novi materijal, da bi 1984. godine predstavio TransTrem vibrato sustav. Nedugo potom 1987. godine tvrtka Guild Guitar Corporation predstavila je svoj Ashbory bass, model koji koristi žice proizvedene od silikona. U model je ugrađen piezo-elektromagnet koji detektira vibraciju žice pomoću kristala. Dužina skale je rezmjerno kratka, 457,2 mm.

Model je predstavljen kasnih 1980-ih na MTV Unplugged showu, koji je popularizirao predstavljanje sastava s akustičnim instrumentima, pa i s električnim bas-gitarama, i pripadajućim im pojačalima.

Tijekom 1990-ih godina peterožičani modeli zbog niskoga tona H postali su iznimno popularni, pa ih je s vremenom sve više bas-gitarista rabilo u gotovo svim žanrovima glazbe (od heavy metala do zabavne glazbe). Čak i prethodno skuplji boutique modeli postali su cjenovno dostupniji, i nalazili su sve više zainteresiranih korisnika.

Od 2001. godine poneki proizvođači ugrađuju digitalno modelirano sklopovlje unutar instrumenta, te uključeni u pojačalo uspješno imitiraju zvuk od mnogih drugih električnih bas modela (npr., Line 6 kao Variax bass). Međutim, tradicionalni dizajni poput Fender Precisiona, i Fender Jazz Bassa zadržali su svoju popularnost konstantno do danas. U znak tomu 2011. godine povodom 60-te godišnjice postojanja Precision modela, tvrtka Fender predstavila je novi Fender Jaguar Bass model.

## Dizajn
Tijelo bas-gitare obično je izrađeno od drveta, ali i od drugih materijala kao što je grafit (primjerice neki Steinbergovi dizajni). U biti izvorni materijal najčešće je od šumske drvene mase koja raste u lokalnom podneblju. Za izradu tijela gitare najčešće se koristi joha, za vrat gitare javor, a za hvataljku na vratu palisander. Nešto manje se koristi za izradu tijela gitare mahagonij, jasen, orah i topola zatim, mahagonij za izradu vrata gitare, i javor ili eban za izradu hvataljke vrata.

Ostale radnje na modelu uključuju završni dizajn (završnica), kao što su rezbareni ukrasi na tijelu ili vratu gitare, i završno lakiranje cijelog modela. Sloboda dizajna graditelju pruža odstupanje od klasičnih ideja, pa tako imamo modele bas-gitara s ugrađenim mašinicama u mostu gitare (headless bass) poput Steinbergova, ili modela Hohnerova dizajna koji su izrađeni od laganog sintetičkog materijala. u većine modela modela tijela su izrađena od punog drveta, ali ona također mogu biti i polušuplja što im povećava rezonanciju, a i smanjuje težinu modela. Modeli mogu biti građeni i potpuno šuplji, što će im potpuno promijeniti ton, i sami odjek instrumenta. Upotrba umjetnih materijala (npr., BassLaba) omogućila je gradnju tijela složenih oblika.

Akustična bas-gitara obično je opremljena s piezo-elektromagnetom i bas pojačalom.

Glazbenicima su dostupni i ručno rađeni instrumenti koje proizvode visoko kvalificirani graditelji. I materijali egzotičnog drveta poput bubinga (dobra kvaliteta tona i lijepi estetski izgled), ili guibourtia ehie za izradu tijela gitare također su dostupni, kao i lagani kompozitni grafit za izradu vrata gitare. Egzotično drvo po pravilu se koristi za izgradnju skupljih modela, na primjer tvrtka Alembic koristi drvo cocobolo za izradu tijela modela ili zbog estetskog izgleda samo za presvlačenje gornjeg sloja tijela. Modeli Warwick bas-gitare također su poznate po egzotičnom tvrdom drvetu, s tim da im je većina vrata gitare izrađena od ovangkol drveta, a hvataljka na vratu od wenge, ili ebanova drveta.
Zajedničko obilježje svih skupljih modela je dizajniranje spoja vrata gitare tako da on ne bude glodan od jednog komada drveta s tijelom gitare, ili da kao u utor džepa bude pričvršćen vijcima ili zalijepljen za tijelo, nego da isti bude provučen po dužini (kao greda) kroz cijelo tijelo gitare. Vrat gitare se tada sastoji od jednog, dva ili više pružnih slojeva drveta (dužih od hvataljke vrata) koji obrađeni tehnološkim procesom čine čvrstu, i kompaktnu jednu cjelinu. U tom slučaju i tijelo gitare može biti izrađeno od dviju krilnih ploha međusobno uvezane s više slojeva. Modeli s provučenim vratom kroz tijelo gitare prije su većinom bili ručno rađeni boutique modeli, ali danas takve modele bas-gitara i serijski proizvode proizvođači poput tvrtke Ibanez, (BTB serija).

Modeli kojima je vrat gitare dizajniran tako da je pričvršćen za tijelo gitare nikako ne spadaju nužno, niti se smatraju za modele nižeg cjenovnog razreda, nego se za takve proizvođače poput Fendera smatra da ostaju dosljedni svojoj trdicionalnoj proizvodnji.

Pri dizajnu vrata gitare bitna stavka je odrediti mu dužinu skale. Za Fenderove modele električnih bas-gitara recimo standardna (zato što je najčešća) mjera dužine iznosi 863,6 mm. Međutim, postoji 'violinski bas' model poput Höfner 500/1 s kratkom skalom, od 762 mm kojeg je koristio engleski glazbenik, pjevač i skladatelj Paul McCartney u sastavu The Beatles, pa i Fenderov Mustang Bass pripada u modele s kratkom skalom. Ovakvi modeli bas-gitara bili su omiljeni kod glazbenika s kraćim rukama, dok modeli s dužinama skale od 889 mm, 901,7 mm i 914,4 mm bili su dosatupni samo kao skuplja boutique glazbala. Od 2001. godine i modeli s ekstra dugom skalom postaju dostupni tržištu. Ovi modeli ostvaruju veću napetost na žici, što pogoduje peterožičnim i šesterožičnim modelima bas-gitara bolje definiranje niskog B tona (odnosno drop-D na četverožičnim modelima).

### Modeli s pragovima, i bez pragova
Klasični dizajn bas-gitare je model s hvataljkom vrata u koju su utisnuti pragovi, koji cijelu hvataljku vrata dijele na polutonove (slično kao i kod hvataljke vrata električne gitare). Izvorni Fenderovi basevi imaju 20. pragova, dok novije verzije baseva mogu imati 24., pa i više pragova. Mišljenje je mnogih glazbenika da gitara bez pragova zbog jačeg pritiska žice na drvo, kao u primjeru kontrabasa pruža izražajniji zvuk. Uz to glazbenik lakše (prsti mu bolje klize po hvataljci vrata bez pragova) izvodi tehnike sviranja kao što je glissando, vibrato, ali i sviranje tonova kratkog trajanja poput četvrtinki.

Basisti podjednako koriste modele bez, i s pragovima, što sve zavisi od vrste glazbe, pa do materijala za izgradnju, a i samih karakteristika modela potrebnog glazbeniku za njegovo glazbeno izražavanje. Za spomenuti je u tom smislu nastup basiste Pina Palladina, koji je tijekom '80-ih s modelom bas-gitare bez pragova napravio istinski glazbeni bum okupivši oko sebe društvo vrsnih glazbenika poput Erica Claptona, i Davida Gilmoura.

Međutim, zbog granjanja glazbenih žanrova kasnih '90-ih u trend se opet vraćaju modeli bas-gitara s pragovima, dok modeli bez pragova ostaju povezani uz jazz, i jazz rock stil glazbe. Rijetki su metal basisti poput Steve DiGiorgioa, i Colin Edwin koji sviraju progresivni rock, a da koriste model bas-gitare bez pragova. Tu se ističe i studijski glazbenik Tony Levin koji je pratio nastupe engleskog glazbenika Peter Gabriela tijekom njegove post Genesis solo karijere.
Prvi model bas-gitare bez pragova napravio je 1961. godine engleski glazbenik Bill Wyman, tako što je s jeftinog japanskog modela skinuo pragove. a prva industrijska proizvodnja modela bez pragova počela je s Ampegovim modelom AUB-1 proizvedenim 1966. godine. Nedugo iza Ampegova modela, i Fender je 1970. godine predstavio svoj model bez pragova. Iste godine, basist Rick Danko u sastavu The Band koristio je modificirani Ampegov model u koji je ugradio Fenderove elektromagnete. Isti model bas-gitare koristio je 1971. godine s istim sastavom pri snimanju glazbenog albuma Cahoots, i Rock of Ages. Zabilježena je poznata Dankova izjava da: - svirati bas-gitaru bez pragova je pravi izazov, gdje se uistinu mora koristiti sluh.

U ranim '70-im godinama jazz rock basist Jaco Pastorius sa svog Fender Jazz modela skinuo je pragove, a prazne utore u hvataljci popunio je kitom za drvo, i premazao epoksidnom smolom. Za modele premazane ovom smolom korisniku osim budućeg lakšeg održavanja znači i postizanje veće izdržljivosti hvatljke. Sveukupni ton instrumenta u takvoj završnici znatno je svjetliji. Ostavljane točke markera tonova po sredini hvataljke služi glazbeniku kao orijentacijska vodilja, s time da su dizajnom kasnije pomaknuti na stranu hvataljke vrata gitare.

Basovi su uglavnom dizajnirani kao četverožični modeli, ali svakako su dostupni i modeli s pet, pa i šest žica. Modeli bez pragova s više od šest žica dostupni su kao modeli 'boutique' ili zasebni modeli rađeni po narudžbi.

### O žicama i ugađanju bas-gitare
Standardni dizajn za četverožičnu bas-gitaru čini niz od četiri: E-A-D i G žice. Četvrta, G žica je najviša otvorenog tona, i po pravilu od nje se polazi kad se ugađaju i ostale žice. Pri ugađanju (štimanju) bas-gitare u stvari nastojimo visinu frekvencije jednog tona ugoditi s frekvencijom drugog tona. Visina frekvencije standardnog tona a1 iznosi 440 Hz (odnosno 440 titraja u sekundi), i ta vrijednost je poznata kao koncertni ton (engl. chamber pitch), po kojem se danas ugađa većina (gotovo pa svi) glazbenih instrumenta. Apsolutna vrijednost visine tona a1 od 440 Hz određena je 1939. godine na međunarodnoj konferenciji u Londonu.

Ugađanje žica bas-gitare identično je s ugađanjem visine tona žica na kontrabasu. Ali i za oktavu niže od visine tona 'nižih' žica na električnoj gitari.

Općenito, žičani instrumenti koriste sve vrste metalnih žica (halfwound, ground wound, roundwound, flatwound i dr.), kao i one s metalnom jezgrom presvučene s plastičnom košuljicom. Raznolikost materijala u proizvodnji žica omogućava basisti veliki izbor odabira tona.

Krajem 1950-ih, i početkom 1960-ih godina, basisti uglavnom koriste jednostavne modele žica kojoj je osnov glatka okrugla metalna jezgra (flatwound), koja pruža tamniji, prigušeniji ton (sličan tonu kontrabasa).

Kasnih 1960-ih, i 1970-ih godina, modeli roundwound (okrugla metalna jezgra omotana tankom spiralnom niti, svjetlijeg tona) i velike izdržljivosti. Od već spomenutih flatwound, golih metalnih modela postaju puno popularnije.

Postoji mnogo načina ugađanja (i vrsta) bas-gitare, a najčešće se koriste modeli od četiri, pet ili šest žica:
- Na četverožičnim modelima standardno ugađanje je E-A-D-G ton žica, ali moguće su i ostale varijenate poput: D-A-D-G, C-G-C-F ili kao ugađanje violončela C-G-D-A. Ovakvi načini ugađanja omogućuju basisti sviranje proširenog raspona donjih, ali i gornjih tonova. Promjena ugađanja jedne žice prema donjoj granici (na bilo kojem glazbalu - u ovom slučaju s pragovima) dovodi do smanjenja napetosti žica, što rezultira neželjenim prizvukom trenja žice o prag. Otpuštena žica mijenja i skladni odnos napetosti na vratu gitare između ostalih žica, što može prouzročiti i savijanje vrata gitare. Na takve mogućnosti glazbenik mora obratiti pozornost. Moguće je ugoditi bas-gitaru na H-E-A-D visinu tona (bez visokog G tona), rjeđe čak i na niži ton, što je obično praksa na specijalizirano dizajniranim instrumentima.

- Peterožični model ugađa žice na H-E-A-D-G visinu tona. Za razliku od mogućnosti modela s četiri žice ovakav način ugađanja omogućava basisti sviranje još dodatno proširenijeg raspona tonova. Pristup ruci na hvataljci omogućeno je (od niskog B, ili A ako se korist), do visokog tona C. Stoga su ovi modeli uz sedmerožične, i bariton gitare, svojom pojavom na tržištu vrlo brzo našli poklonike među suvremenoj rock, i metal glazbi.

Još jedna značajka peterožičnog modela je ta da se može ugoditi na E-A-D-G-C visinu tona, što je u glazbi poznato kao tenor ugođaj, popularan štim za jazz i solističko izražavanje. Ostali načini ugađanja poput C-E-A-D-G tona koriste se jako rijetko.

Inače, pridodani niski B ton bas-gitari izumio je Jimmy Johnson kada je 1975. godine kupio Alembicov peterožični bas (ugođaj E-A-D-G-C), te na istom zamijenio kobilicu kako bi mogao upotrebljavati s niskim B tonom komplet GHS žica. I Ned Steinberger je 1982. godine predstavio peterožični model pod nazivom L-2/5. Kasnije, 1984. godine i tvrtka Yamaha ponudila je tržištu model BB5000.

Fenderov najraniji peterožični model bio je Fender Bass V kojeg je proizveo 1965. godine. Model je bio ugođen na E-A-D-G-C visinu tona, i svoju istinsku popularnost stekao je '70-ih godina.

- Šesterožični modeli obično su ugođeni na H-E-A-D-G-C visinu tona. Tonovi E-A-D i G ugođeni su na visinu kao kod modela s četiri žice, samo što su ovdje još pridodan doboki H, i visoki C ton. Neki basisti običavaju svoj bas ugoditi i na H0-E-A-D-F#-H2 koji je uz omogućene niže, i više intervale dviju oktava, usput očuvao standardni štim električne gitare. Ovakvo ugađanje primjenjuje se u latino jazz, klasičnmom jazzu i drugim žanrovima, kao i u studijskom radu gdje jedan instrument mora biti 'svestran'. Na četverožičnima, i peterožičnim modelima takav štim se rjeđe primjenjuje.

Alternativni stil ugađanja je H0-E-A-D-G-H2 visina tona, koja odgovara visini pet žica električne, ili akustične gitare. I ugađanje E-A-D-G-H-E potpuno je identično s električnom gitarom, samo je oktavu niže, i basist u ovom slučaju koristi prstomet gitarskog akorda.
Nešto rjeđe ugađanje je poput E-A-D-G-C-F, i F#-H-E-A-D-G koji također omogućava dosljedni niz intarevala, i dobar raspon sviranja u određenoj poziciji. Izvorni bas model sa šest žica proizvela je 1958. godine tvrtka Danelectro (model poznat kao Danelectro Longhorn bass) koji je bio ugođen na E-A-D-G-H-E visinu tona, kao i električna gitara, samo za oktavu niže.

Osim poznatih velikih tvrtki, i glazbenici kao pojedinci su uspješno dizajnirali, i proizvodili modele po svojoj mjeri. Tako je 1974. godine utjecajni američki jazz, i pop glazbenik Anthony Jackson, s graditeljem instrumenata Carl Thompsononom napravili model kontrabas-gitaru koji se ugađao na H-E-A-D-G-C visinu tona. Kasnije je Jackson ostvario suradnju s Ken Smithom i tvrtkom Fodera, koja je bila tako plodonosna da je od početne zamisli o kontrabas-gitari evoluirala do moderne, šesterožične bas-gitare.

- Sedmerožični modeli (i oni s više žica) osim nekoliko proizvođača poput tvrtke Galveston (ukinuta Conklin Groove linija sedmerožičnih modela), uglavnom su proizvodi samostalnih 'boutique' graditelja. Ovi modli ugađaju se na F#-H-E-A-D-G-C ili H-E-A-D-G-C-F visinu tona.
- Osmerožični - dvanaesterožični modeli izgrađeni su na istoj koncepturalnoj osnovi kako se grade i dvaneasterožične gitare.

Ugađanje:

- modeli s osam žica F#-H-E-A-D-G-C-F visinu tona.

- modeli s devet žica F#-H-E-A-D-G-C-F-Bb visinu tona.

- modeli s deset žica C#-F#-H-E-A-D-G-C-F-B, ili F#-H-E-A-D-G-C-F-B-Eb visinom tona.

- model s jedanaest žica C#-F#-B-E-A-D-G-C-F-B-Eb, ili F#-H-E-A-D-G-C-F-B-Eb-Ab visinom tona.

- modeli s dvanaest žica C#,F#,B-E-A-D-G-C-F-B-Eb-Ab, ili H-E-A-D-G-C-F-B-Eb-Ab-Db-Gb visinom tona.

#### Alternativni načini ugađanja
Basisiti nastoje ugoditi svoje bas-gitare tako da si osiguraju što prošireniju uporabu tonskog raspona, sviranje u više oktava u što više pozicija, kao i druge pogodnosti. Kako na standardnim modelima s četirima žicama, ili onima s više žica, tako svoje glazbeno umijeće pokazuju i na modelima bas-gitara koji imaju manje žica od standardnih četiriju, kao: bas-gitare s jednom žicom, s dvjema žicama, i s trima žicama koji je ugođen na E-A-D visinu tona.

Ugađanje: tenor bass ugođen na A-D-G-C visinu tona kojeg koriste basisti Stanley Clarke, Victor Wooten i Stu Hamm. Zatim, piccolo bass koji se ugađa kao klasični četverožični model, a koristi ga američki jazz glazbenik Stanley Clarke.

Za spomenuti su još modeli s osam, deset, dvanaest i petnaest žica koji se grade po pravilu kao i električne gitare. Žice na ovakvim bas modelima raspoređene su po skupinama, po dvjema, ili trima zajedno, kako bi ih basist odsvirao istovremeno.

Na primjer:

- model s osam žica ima skupine po EE-AA-DD-GG (četiri žice u dvjema skupine). 

- model s deset žica ugođeni su u oktavi (kao peterožični model s dodanim niskim B tonom).

- model s dvanaest žica ima skupine po EEE-AAA-DDD-GGG (četiri žice po tri skupine. Na ovom modelu standardni nagib žica dizajnom je nadopunjen višom kosinom za žice u oktavi.

- model s petnaest žica ugađa se na EEE-AAA-DDD-GGG-CCC visinu tona. Ovaj način ugađanja razvio je Jauqo III-X.

Basevi proširenog raspona su električne bas-gitare s većim frekvencijskim rasponom od standardnih modela s četiri žice. I modeli ugođeni jednu oktavu niže od modela s četiri žice također se smatraju modelima proširenog raspona.

Naručeni model sa sedam žica (H0-E1-A1-D2-G2-C3-F3) 1987. godine izgradio je graditelj Michael Tobias za basistu Garry Goodmana. Ovaj model bio je rani primjer bas-gitare s ugađanjem više od šest pojedinačnih žica. Slične modele, ali s osam i devet žica gradila je tvrtka Conklin.

Zanimljivo je za izdvojiti i rad graditelja David Minnieweathera 2005. godine, i njegov Guitarbass model s deset žica pravljen za multi glazbenika John Woolleya. U model je po Johnovom nacrtu sinkroniziranim dizajnom spojena električna gitara (E-A-D-G-H-E), i kalsični bas s četiri (E-A-D-G) žice. Tijelo gitare izrađeno je od afričkog bijelog drveta, vrat gitare (devet dijelova) od javora (vrat basa ima 14., a gitarski 22. praga). Duljina vrata bas skale iznosi 340 mm, a gitare 640 mm.

Graditelj Michael Adler 2004. godine izgradio je prvi jedanaesterožični bas, i prvi je naredne godine izvršio kompletnu pripremu i oglede za gradnju dvanaesterožičnog modela. Modeli ovog graditelja imaju isti tonski raspon kao i klavir.

I tvrtka Ibanez je 2009. godine predstavila svoj SR7VIISC model, s 760 mm dužinom skale. Model nazvan križancem između basa i gitare ugađa se na H-E-A-D-G-C-E visinu tona.

## Elektronika

### Elektromagneti
- Elektromagnet Precision (misli se na ugrađen u izvorni Fender Precision Bass) jednostruki dvodjelni elektromagnet koji se skraćeno naziva i P elektromagnet. Polovice imaju kratku dužinu koja pokriva vibraciju samo dviju žica. Da bi se smanjio šum (hum, brujanje) oba dijela ovog elektromagneta s obrnutim polaritetom međusobno su spojena u seriju. Ovakav način spajanja čini da jednostruki P elektromagnet zvuči kao puno jači dvostruki model. Za napomenuti je i model jednostrukog elektromagneta kakav je ugrađen u Fender Precision Bass iz 1951. godine. Ove bas-gitare danas su prava rijetkost.

Unatoč tomu što neki poznati graditelji dizajniraju svoje bas-gitare s elektromagnetom bliže mostu gitare, ili su ga smjestili između dva Jazz elektromagneta, Precisionov stil položaja ugradbe elektromagneta ostao je i dalje pri vratu, ili u sredini tijela gitare.
- Jazz elektromagnet (misli se na ugrađene u izvorni Fender Jazz Bass)

Dizajnom je jednostruki model od osam polova (iako postoje i dvostruki modeli), koji se cijelom dužinom proteže ispod svih žica. Popularno je nazvan J elektromagnet. Već tradicionalno, po dva jednostruka modela ugrađuju se u bas-gitare na mjestu bliže vrata, i pri mostu gitare. Spojeni su na identičan način kao i Precision model. Kao rezultat takvog spajanja pri otvorenim potovima glasnoće na istu razinu stvorit će neugodan šum. Stoga basisti imajući to u vidu, potove glasnoće za oba elektromagneta drže na različitim razinama. Za razliku od krupnog/snažnog tona P elektromagneta koji je svoje mjesto trajno našao u većini rock glazbe,  J elektromagnet ima svjetliji (i tanji) ton. Stoga mnogi basisti u želji da postignu jedinstven, stopljen zvuk, koji se prelijeva od prepoznatljive P, do lakše i svjetlije J boje tona, koriste modele bas-gitara s ugrađenom kombinacijom obadva elektromagneta.
- Dvostruki elektromagnet poznat kao DC elektromagnet dizajniran je s dvije zasebne jezgre sa svojim namotajima. U načelu, kao i u primjeru dva jednostruka Jazz modela članci s obrnutim polaritetom spojeni su u seriju. U odnosu na jednostruki model osjetan je učinak smanjenja šuma. Dvostruke elektromagnete po materijalu izvedbe dijelimo na dvije vrste: keramične, s relativno oštrijim zvukom često korištenim u rock glazbi, i kombinirane keramično-čelične modele.

- Soapbar elektromagnet velikog kućišta nazvan tako zbog svoje sličnosti s izgledom sapuna. Izvorno je 1952. godine ovakav jednostuki P-90 elektromagnet ugrađen u Gibsonov Goldtop model električne gitare. Kasnije, 1955. godine doživio je nadgradnju u modelu PAF, kad ga je Gibsonov inženjer Seth Lover predstavio kao prvi u svijetu gitarski dvostruki elektromagnet koji se u široj proizvodnji počeo ugrađivati u gitare od 1956. (ili 1957.) godine. Dizajnirani za bas-gitare, ovi elektromagneti istakli su se u najviše u rock, i metal glazbi. Najpoznatiji proizvođači su: Gibson, ESP Guitar i Schecter, ali i na modelima s pet, i šest žica, popularnim u jazz i jazz rock glazbi, uspješno prizvodi tvrtka Yamaha (model TRB), i razne Peavey linije bas modela.

### Bas pojačala i efekti
Kao i električne gitare, tako i bas-gitare povezane s pojačalom preko zvučnika reproduciraju ton. Basisti za pojačala mogu koristit: kombo modele (zvučnik i glava pojačala su zajedno u jednom kabinetu), ili modele pojačala sa zasebnom glavom pojačala i zvučničkom kutijom. U nekim slučajevima bas-gitara se može koristiti preko velikih PA (public address) sustava ozvučenja, ili da se pomoću DI-boxa signal izravno usmjeri u miks-pult (miksetu), a odatle do glavnih monitor zvučnika. Početkom 1990-ih, i pojavom signalnih procesora poput ekvilajzera, kompresora i drugih uređaja za modeliranje i oblikovanje zvuka, zvuk bas-gitare poprima jednu drugu dimenziju. Raznim elektroničkim pomagalima počevši od samog pojačala koje je dizajnirano da uspješno modelira zvuk, do raznih drugih modela efekta, pa do uporabe raznih procesorskih simulatora koji imaju pregršt opcija i omogućnosti, od najjednostavnije da bas-gitari s pragovima pruži mogućnost imitiranja zvuka bas-gitare bez pragova.

U pravilu efekti do punog izražaja dolaze prilikom nastupa u živo (ali i pri svirkama u studiju). Obično se koriste s električnim gitarama, basevima i instrumentima s tipkama. Iako se najčešće koriste s električnim ili elektroničkim glazbalima, efekti se uspješno koriste i s akustičnim instrumentima, bubnjevima, i u vokalnoj glazbi.

## Tehnike sviranja

### Stojeći, ili sjedeći stav
Većina basista dok sviraju stoje, iako je u velikim ansamblima, pri uzvedbi akustičnih žanrova (kao što je folklorna glazba) i slično, prihvaćen i sjedeći stav. Neki basisiti poput Jah Wobblea dok sviraju prakticiraju naizmjenični stav stajanja, i sjedenja. Odabir stava sviranja osobni je izbor svakog basiste, jer mu 'on' treba omogućiti najlakšu prezentaciju glazbene izvedbe. Kad sjedi, basist dešnjak lagano je uravnotežio instrument na desnom bedru (u primjeru klasične gitare, ona je usidrena na lijevom bedru). Balansiranje bas-gitare na lijevom bedru oponaša način stojećeg stava, dopuštajući manje razlike između stojeće, i sjedeće pozicije.

Balansiranje bas-gitare na desnom bedru omogućava bolji pristup vratu, i hvataljci vrata gitare u cijelosti, a naročito sviranje u poziciji donjih pragova gitare.

### Načini sviranja
Za razliku od kontrbasa (uspravnog basa), električna bas-gitara svira se tako da ju basist drži vodorovno preko tijela. Identično tako svira se i električna gitara. Žice na bas-gitari basist može trzati/okidati prstima, ili pomoću tzalice. Bas gitara je specifičan instrument kojem u skladbi nije zadaća da stvara melodiju, nego da nadopunjava harmoniju.

#### Sviranje prstima
Ovo je način sviranja gdje basist trza žicu kažiprstom desne ruke. Ovaj način sviranja naziva se pizzicato (tal. pizzicato = trzano, uštipnuto), skraćena oznaka pizz. Primjenom ovog naćina sviranja najbolje zvuče tonovi praznih žica, a što su žice dulje, i deblje, pizzicato će biti melodičniji. U rijetkim slučajevima basist pri izvedbi pizzicata, kod trzanja slobodnih žica pri brzom tempu može si pomoći i lijevom rukom. U notnom zapisu tad bi iznad tonova namijenjenim lijevoj ruci bio pridodan križić (+). Ova tehnika sviranja spada u složenije tehnike izvođenja, i praktično se primjenjuje samo u virtuozno solističkim skladbama. Utjecajni američki basist James Jamerson, poznat još iz vremena suradnje s diskografskom kompanijom Motown, svirao je komplicirane bas dionice koristeći se samo kažiprstom desne ruke. Stil sviranja kažiprstom koji je on prakticirao nazvan je the hook stilom. Općenito, stil sviranja prstima podržava razne varijacije, a jedna od njih je i odmaranje ruke, tako da bas-gitarista usidri palac desne ruke na poklopcu elektromagneta, odnosno, lijeve ruke sa strane hvataljke vrata (pojava u basista kod kojih je izražen utjecaj sviranja kontrabasa). Alternativno bas-gitarista može odmoriti ruku, ako palac opušteno usidri na donjim žicama, ili onim koje trenutno ne koristi.

Za napomenuti su basisti Monk Montgomery, i Bruce Palmer, koji tehnikom trzanja palcem žice prema dolje, uspješno oponašaju tehniku sviranja kontrabasa, i time dobivaju kratki, odrezani, mutni ton. Korištenje palca pri sviranju bas-gitare predvidio je i Fender, dodavajući svojim modelima držač palca montiran ispod žica na ploči gitare. Suprotno svom imenu, držač palca nije služio da bi basist na njemu odmorio ruku, nego je bio sidro ostalim prstima dok se palcem trzalo po žicama. Držač palca je na modelima od 1970. bio premješten iznad žica, a na modelima iz '80-ih godina držač palca nije prisutan.

#### Sviranje trzalicom
Osim bas-gitare mogu se svirati svi trzalački instrumenti. Trzalice se danas proizvode od plastike, najlona, drveta, kamena, metala, pa čak i stakla. Obično u obliku zašiljene suze ili trokuta. Osnovni je princip uporabe trzalice da ju basist držeći u ruci na položaju iznad elektromagneta ostvari titraj po žicama. Ako se titraj ostvari bliže mostu gitare dobiveni harmonici (alikvotni tonovi) bit će svjetliji, dok titraj bliži vratu gitare pružit će manje izražajniji, i blaži ton.

#### Slap, i pop tehnika
Primjenjuje se u mnogim vrstama glazbe, ali ponajviše u latinskoj, funk i u raznim pop stilovima. Slap tehnika polako postaje sve više sinonim za općenito kvalitetno sviranja bas-gitare, a mišljenje mnogih basista je da svirajući slap povećavaju si cjelokupnu glazbenu svestranost.

Jedinstveni slap zvuk stvara se u središnjem zglobu palca, koji omogućava vanjskoj strani palca udarac na žicu koja će stvoriti snažnu vibraciju prema pragu, i time proizvesti specifični, prepoznatljivi ton koji zveči. U klasičnoj svirci prstima ovakav se ton inače izbjegava, ali u slap tehnici basisti ga upravo preferiraju.
 * Pop je tehnika koju basist uči kao drugi dio radnje prilikom svladavanja slap tehnike. Nakon slap udarca palca prema dolje na žicu najčešće se kažiprstom kratko podiže i okida žica prema gore, koja potom otpuštena pada nazad prema hvataljci vrata, gdje slobodna liježe preko pragova i proizvodi već prepoznatljiv ton.

Poznati američki basist, skladatelj, i glazbeni producent Victor Wooten popularizirao je sličan stil, dvostruki udarac (engl. duoble thump) gdje palac prolazi, ili još bolje propada dolje između npr., A i E žice, i na povratku gore okida E žicu.

Slap, i pop stil, koriste mnogi basisti nevezano za žanr glazbe koji sviraju. U rock glazbi to su basisti Jean-Jacques Burnel i Les Claypool, u metal glazbi Eric Langlois, Martin Mendez, Fieldy i Ryan Martinie. U jazz rock glazbi Marcus Miller, Victor Wooten i Alain Caron.

Slap stil sviranja popularizirali su tijekom '80-ih, i '90-ih godina basisti Mark King u engleskom pop rock sastavu Level 42, Pino Palladino (bio član John Mayer Trio, i basist rock grupe The Who). Zatim, basist Flea u sastavu Red Hot Chili Peppers, i Alex Katunich u američkom rock sastavu Incubus.

#### Spank bass
Glazbena tehnika koja je nastala od slap, i pop tehnike. Ova tehnika tretira električnu bas-gitaru kao udaraljke, gdje basist otvorenim dlanom iznad elektromagneta udara po žicama i tako proizvodi ton.

#### Funk fingers
Ovo je uistinu rijetka tehnika koju je tijekom snimanja albuma So, uz pomoć tehničara Andy Moorea razvio američki progresivni rock basist Tony Levin. Tehnika se svodi na to da basist između prstiju zaglavi drvene bubnjarske batiće, i njima poklapa žice iznad elektromagneta.

#### Palm-mute
Palm-mute je u osnovi jednostavna tehnika koju basisti često koriste. Primjenjuje se tako da basist vanjski rub dlana desne ruke (dešnjak) stavi preko žice, odmah iza sedla mosta, i u tom položaju ostvari titraj žice. Dobiveni ton u pravilu je kratak, prigušen i tih. Tehnika palm-mute uspješno se izvodi trzalicom, ali i s prstima. Dizanjem, i spuštanjem dlana, ostvaruje se dodatna paleta boji tona, a dobiveni ton tada varira za svaku žicu, odnosno određeni ton na njoj. Istaknuti primjer tomu je engleski glazbenik, skladatelj i pjevač Paul McCartney, koji je čak nekoliko desetljeća tehniku palm-mute svirao trzalicom.
 
I poznati engleski multi instrumentalist i skladatelj Sting, također u svojim nastupima koristi se tehnikom palm-mute, ali često ju umjesto trzalicom izvodi s palcom i kažiprstom.

## Primjena

### Zabavna glazba
Bas gitara uz bubnjeve temeljni je glazbeni instrument koji prati ritam, i održava sklad ukupne harmonije skladbe. Kao član ritam sekcije koristi se u rock, i popularnoj zabavnoj glazbi, gdje se uklapa i slijedi pratnju akorda. Osnovnu ritam sekciju obično čini ritam gitara ili električni klavir, ili oboje, bas-gitara i bubnjevi. Veće glazbene skupine često pridodaju solo gitaru, klavijatere ili udaraljke.

Unatoč mnogim različitim glazbenim stilovima u kojima se koristi bas-gitara, kao i u zabavnoj glazbi ona ima gotovo identičnu ulogu: drži na okupu cijeli harmonijski okvir gdje često zajedno s bubnjevima naglašava progresiju takta skladbe. Koliko će bas dionica koju u skladbi treba odsvirati basist biti zahtjevna uveliko ovisi o stilu glazbe. Tako, u nekim pop stilovima '80-ih godina bas dionice u skladbi su proste, jednostavne. Cijela težina prebačena je u prednji plan prema vokalu, i na melodijske instrumente. Nasuprot tome, u reggae, funk ili hip-hop glazbi cijela skladba može biti bazirana upravo baš na sviranju kompliciranih bas dionica.

U tradicionalnoj američkoj country, folk rock, i drugim srodnim glazbama bas-gitara često prati osnovni ritam u promjeni akorda. U čikaškom bluesu, basist često svira razne dijagrame skale, u blues rock osim blues skala, sviraju se riffovi (riff = kratka muzička forma/tema svirana u obliku kružnog šablona). U metal glazbi bas-gitarista uz ritam gitaristu može svirati zajedno s njim složenije riffove (u nižoj, ili višoj oktavi). Ovisno o vrsti stila dok ostali instrumenti koriste stanku, bas uz pratnju babnjeva (ili ne) može i da svira solo. U rock glazbi tijekom stanke bas-gitara može kao i ostali koristiti stanku, svirati riff, ili u stanci jednostavno kuckati po tijelu bas-gitare. U progresivnom rock i art rock žanru basist zajedno s vokalom, ili solo gitarom, može svirati melodijske dionice.

### Jazz, i jazz rock glazba
U jazz glazbi električna bas-gitara je relativno mlad instrument. Veliki sastavi iz '30-ih, i '40-ih godina iz vremena swinga, i iz '50-ih sa stilom bepop i hard bop koristili su kontrabas. Električna bas-gitara počela se koristiti u kasnim '60-im, i početkom '70-ih godina omogućivši da se rock stil pomješa s jazz glazbom, što je iznjedrilo novi glazbeni stil nazvan jazz-rock glazba. Primjena električne bas-gitare u jazz rocku, i rock glazbi omogućilo je da se koristi i na otvorenim stadionskim koncertima. Za razliku od kontrabasa priključena na snažno pojačalo neusporedivo ima glasniji ton. U jazz glazbi električna bas-gitara koristi se za pratnju, za sviranje samostalnih solo dionica, za sviranje klasičnih jazz dionica ili glatkih četvrtinskih taktova imitirajući tako kontrabas. U latino, salsi ili rock glazbi unosom jazz rock napjeva, bas-gitarista u suradnji s bubnjarem može svirati brze ritmičke figure u sinkopi (sinkopa = ritmička figura koja spaja laku, i tešku dobu).

Za razliku od većine popularnih stilova glazbe električna bas-gitara u jazz okruženju preferira puno više sviranja solo dioanica. Tijekom jazz koncerta basist često prakticira sviranje izrazito duga, improvizirana sola (engl. blowing). U većini rock skladbi bas-gitara priklanja se sviranju pratnje ritma koji prekidaju kratke stanke, ili kraće solo dionice. U jazz glazbi, bez obzira na ritmičke, ili solo figure, basist nastoji stvoriti plesnu ritmičku podlogu sličnu po načelima swinga, i groove glazbe.

### Suvremena glazba
U suvremenoj klasičnoj glazbi koriste se standardna glazbala kao i u klasičnoj glazbi, poput klavira, violine, kontrabasa i sl., ali koriste se i noviji/suvremeniji glazbeni instrumenti, i uređaji, za proizvodnju zvuka (od raznih pojačala za instrumente, razglasnih ozvučenja, uređaja za snimanje, i druga prateća pomoćna oprema).
 
Od kasnih '60-ih godina, američki skladatelji u suvremenoj klasičnoj (umjetničkoj) glazbi u skladbama ne koriste tradicionalne (ili konvencionalne) instrumente, nego uvode nove glazbene instrumente u stvaranju klasične glazbe, i time pružaju nove poglede i mogućnosti.

- Električnu bas-gitaru 1960-ih godina povremeno su koristili:

- Christian Wolff, američki eksperimentalni skladatelj klasične glazbe u djelima Electric Spring 1 1966. godine, Electric Spring 2 1966/70. godine, Electric Spring 3 1967. godine i u djelu Untitled 1996. godine.

- Francis Thorne, američki eksperimentalni skladatelj klasične glazbe u suradnji s Paul Hindemith 1968/69. godine napisali su djelo LiebesRock.

- U svojim skladbama poljski skladatelj Krzysztof Penderecki 1966/67. godine (reizdanje 1971/72.), u koncertu za violončelo, zatim 1969. godine u operi The Devils of Loudun, 1970. godine u djelu Kosmogonia i 1971. godine u djelu Partiti.

- Pelle Gudmundsen-Holmgreen, danski skladatelj 1966. godine u Symfoni på Rygmarven, zatim 1967. godine u djelu Rereprisier i 1868. godine u djelu Piece by Piece.

- Irwin Bazelon, američki skladatelj suvremene glazbe 1970. godine u skladbi Churchill Downs.
- Električnu bas-gitaru 1970-ih godina koristili su u svojim skladbama:

- Leonard Bernstein, američki skladatelj suvremene glazbe za glazbeni teatar MASS 1971. godine.

- Dave Brubeck, američki jazz pianista koristio je 1971. godine bas-gitaru u djelu Truth Has Fallen.

- Alfred Schnittke, ruski skladatelj koristio je 1971. godine električnu bas-gitaru u svojoj prvoj simfoniji.

- David Amram, američki skladatelj poznat po korištenju elelktričnih instrumenata u jazz, etno, i folk glazbi. Koristio je 1977. godine električnu bas-gitaru u djelu En memoria de Chano Pozo.
 
- Louis Andriessen, nizozemski skladatelj i pianist 1970. godine koristio je bas-gitaru u skladbi Spektakel, 1972/76. godine u djelu De Staat, 1976. godine u djelu Hoketus, zatim, 1980/81. godine u djelu De Tijd i 1984/88. godine u djelu De Materie.

- Električnu bas-gitaru 1980-ih, i 1990-ih godina koristili su:

- Hans Werner Henze, njemački skladatelj 1980. godine u djelu El Rey de Harlem, i 1981. godine u djelu Il ritorno d'Ulisse in patria.

- Harold Shapero, američki skladatelj 1981. godine u orkestriranom djelu On Green Mountain.
- Steve Reich, američki skladatelj 1987. godine u djelu Electric Counterpoint.

- Wolfgang Rihm, njemački skladatelj 1987/91. godine u djelu Die Eroberung von Mexico.

- Arvo Pärt, skladatelj klasične glazbe iz Estonije, koristio je 1989/92. godine električnu bas-gitaru u djelu Miserere.

- Steve Martland, engleski skladatelj 1993. godine u djelu Danceworks i 1994. godine u djelu Horses of Instruction.

- Sofia Gubaidulina, ruska skladateljica 1991. godine u djelu Aus dem Stundenbuch.

- Giya Kancheli, gruzijski skladatelj koji je živio u Belgiji koristio je 1993. godine električnu bas-gitaru u djelu Wingless.

- John Adams, američki skladatelj 1995. godine koristio je elaktričnu bas-gitaru u glazbenoj operi I Was Looking at the Ceiling and Then I Saw the Sky, i 1996/97. godine u djelu Scratchband.

- Michael Nyman, britanski skladatelj u raznim glazbenim radovima za Michael Nyman Band.

## Vanjske poveznice
- Bass Player Magazine - Elektronička verzija časopisa Bass Player.
- Basses sounds  Arhivirana inačica izvorne stranice od 19. veljače 2007. (Wayback Machine) - Baza zvukova za bas-gitaru.
- Bas gitare  Arhivirana inačica izvorne stranice od 11. veljače 2011. (Wayback Machine) - Stranica s recenzijama, školom i ostalim stvarima vezanim uz bas-gitaru.
- Big Bass Tabs - Zbirka tablature za bas-gitaru.